# Hoplostines elegans
Hoplostines elegans es una especie de insecto coleóptero de la familia Chrysomelidae.
Fue descrita científicamente en 1890 por Blackburn.